# Mexiko na Letních olympijských hrách 2016
Mexiko se účastnilo Letní olympiády 2016.

## Medailisté
| Medaile | Jméno                       | Sport           | Soutěž                      |
| ------- | --------------------------- | --------------- | --------------------------- |
| Stříbro | María Guadalupe Gonzálezová | Atletika        | Ženy 20 km chůze            |
| Stříbro | Germán Sánchez              | Skoky do vody   | Muži 10 m věž               |
| Stříbro | María Espinozová            | Taekwondo       | Ženy +67 kg                 |
| Bronz   | Misael Rodríguez            | Box             | Muži střední váha (– 75 kg) |
| Bronz   | Ismael Hernández            | Moderní pětiboj | Muži                        |